# باميلا ستيفنسون
باميلا ستيفنسون (بالإنجليزية: Pamela Stephenson) هي كاتِبة وممثلة نيوزيلندية وأسترالية، ولدت في 4 ديسمبر 1949 في تاكابونا ‏ في نيوزيلندا.

## أعمال

### أفلام
- (1983) سوبرمان 3[6][7]

## وصلات خارجية
- باميلا ستيفنسون على موقع IMDb (الإنجليزية)
- باميلا ستيفنسون على موقع ألو سيني (الفرنسية)
- باميلا ستيفنسون على موقع ميوزك برينز (الإنجليزية)
- باميلا ستيفنسون على موقع أول موفي (الإنجليزية)
- باميلا ستيفنسون على موقع قاعدة بيانات الأفلام السويدية (السويدية)
- باميلا ستيفنسون على موقع إن إن دي بي (الإنجليزية)
- باميلا ستيفنسون على موقع ديسكوغز (الإنجليزية)
- باميلا ستيفنسون على موقع قاعدة بيانات الفيلم (الإنجليزية)
- باميلا ستيفنسون على موقع كينوبويسك (الروسية)